# Bukpyeong-dong
Bukpyeong-dong (koreanska: 북평동) är en stadsdel i staden Donghae i  provinsen Gangwon i den nordöstra delen av Sydkorea,  190 km öster om huvudstaden Seoul.